# Чретвеж
Чретвеж (словен. Čretvež) — поселення в общині Зрече, Савинський регіон, Словенія. 
Висота над рівнем моря: 540,3 м.